# Шнабль, Карл
Карл Шнабль (нем. Karl Schnabl , род. 8 марта 1954, Акхомитц, коммуна Хоэнтурн, Австрия) — австрийский прыгун на лыжах с трамплина, Олимпийский чемпион (1976), бронзовый призёр Олимпийских игр (1976). Бронзовый призёр чемпионата мира по полётам на лыжах (1975). Призёр Турне 4-х трамплинов (бронзовый - 1975, серебряный - 1976).
Окончил медицинский институт в Инсбруке. С 1994 года глава института спортивной медицины в Каринтии. В 2019 вышел на пенсию.